# Tarjei Vesaas
Tarjei Vesaas (n. 20 august 1897, Comuna Vinje, Telemark, Norvegia – d. 15 martie 1970, Comuna Oslo⁠(d), Norvegia) a fost un romancier și poet norvegian. S-a născut în Vinje, Telemark. În lumea întreagă, Vesaas este considerat ca fiind unul dintre cei mai mari scriitori norvegieni din secolul al XX-lea. În 1963 a câștigat Premiul pentru Literatură al Consiliului Nordic pentru romanul „Palatul de gheață”.
A fost căsătorit cu poeta Halldis Moren.

## Opere
- Menneskebonn – roman, 1923
- Sendemann Huskuld – roman, 1924
- Guds bustader – piesă de teatru, 1925
- Grindegard. Morgonen – roman, 1925]
- Grinde-kveld, sau Den gode engelen – roman, 1926
- Dei svarte hestane – roman, 1928
- Klokka i haugen – nuvele, 1929
- Fars reise – roman, 1930
- Sigrid Stallbrokk – roman, 1931
- Gjest ved Boknafjorden – nuvelă, 1931
- Dei ukjende mennene – roman, 1932
- Sandeltreet – roman, 1933
- Ultimatum – piesă de teatru, 1934
- Det store spelet – roman, 1934
- Kvinnor ropar heim – roman, 1935]
- Leiret og hjulet – nuvele, 1936
- Hjarta høyrer sine heimlandstonar – roman, 1938
- Kimen – roman, 1940
- Huset i mørkret – roman, 1945
- Bleikeplassen – roman, 1946
- Kjeldene – diktsamling, 1946]]
- Leiken og lynet – poezii, 1947
- Morgonvinden – piesă de teatru, 1947
- Tårnet – roman, 1948
- Lykka for ferdesmenn – poezii, 1949
- Signalet – roman, 1950
- Vindane – nuvele, 1952
- Løynde eldars land – poezii, 1953
- Bleikeplassen – piesă de teatru, 1953
- 21 år – skuespill, 1953
- Avskil med treet – piesă de teatru, 1953
- Vårnatt – roman, 1954
- Ver ny, vår draum – poezii, 1956
- Fuglane – roman, 1957
- Ein vakker dag – nuvele, 1959
- Brannen – roman, 1961
- Is-slottet – roman, 1963
- Bruene – roman, 1966
- Båten om kvelden – roman, 1968
- Liv ved straumen – poezii, 1970
- Huset og fuglen – texte și imagini 1919-1969, 1971

## Premii
- 1943 – Premiul Gyldendals legat
- 1946 – Premiul Melsom-prisen
- 1953 – Premiul „Den litterære Venezia-prisen”
- 1957 – Premiul Dobloug
- 1964 – Premiul de literatură a Consiliului Nordic, pentru Is-slottet
- 1967 – Premiul Bokhandlerprisen